# Skådebröd

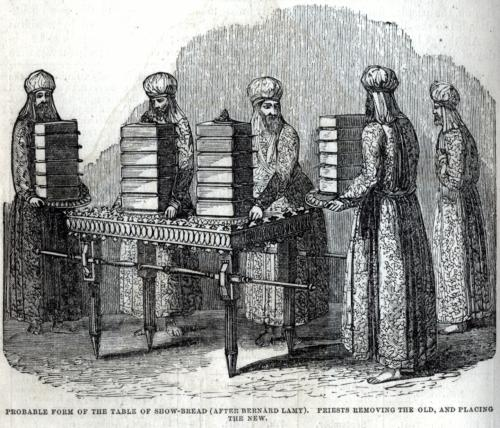
Prästerna i Jerusalems tempel byter ut skådebrödet.

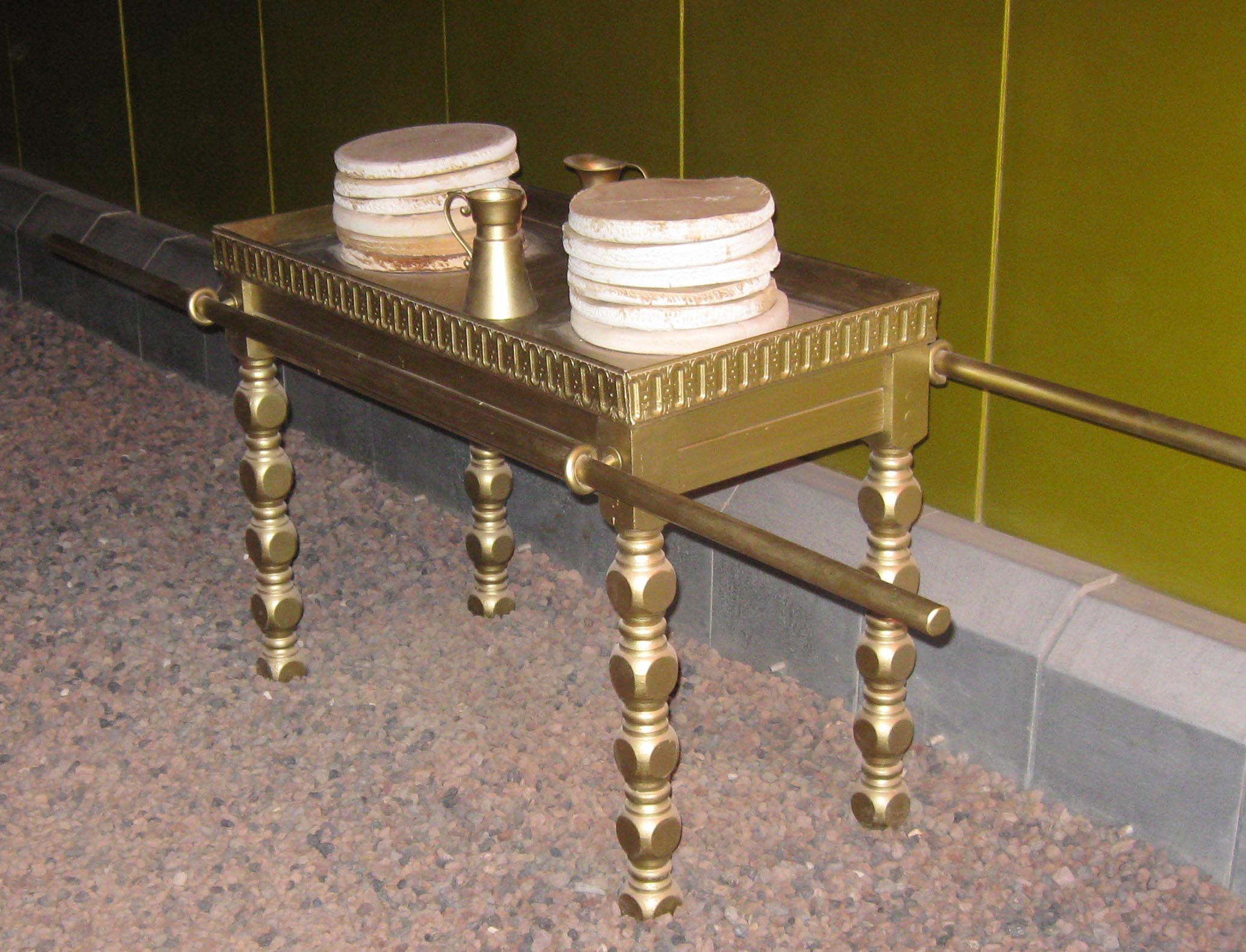
Rekonstruktion av bordet med skådebröd och rökelse i Timna, Israel.

Skådebröd (hebreiska: לחם פנים lechem (hap)pānīm), bokstavligen: "närvarons bröd"), avser i bibliska eller judiska sammanhang de bröd som alltid fanns närvarande på ett särskilt avsett bord i templet i Jerusalem som ett offer till Gud. Brödet kallas "närvarons bröd" eftersom Bibeln kräver att brödet skall ständigt vara i Guds närvaro. Skådebröd, som nämns redan i Andra Moseboken, kallades tidigare även för ansiktsbröd då de var avsedda att offras och visas för Guds ansikte. Bröden förnyades varje sabbat; de gamla åts av prästerna (Tredje Mosebok 24:5–9).
| ” | "Och du skall beständigt hava skådebröd liggande på bordet inför mitt ansikte." — Andra Moseboken 25:30 | „ |

## Skådebröd i Sverige
Skådebröd är även en svensk tradition där det tillverkas både som dekoration men även för förtäring vid ett senare tillfälle. Skådebröd, och andra skåderätter, finns i uppteckningar från bondesamhället. 
Till jul lade man förr bröd i olika former i konformade julhögar som ibland toppades med en ost eller korv och kunde vara en indikator på bondgårdens välstånd. Alla i familjen fick en egen prydlig julhög med nybakat bröd, oftast åts den under helgen.